# Lista de vencedores de provas portuguesas de futsal por época
Esta é uma lista dos vencedores das provas nacionais oficiais de futsal em Portugal. Esta lista inclui as provas organizadas pela Federação Portuguesa de Futebol, designadamente a I Divisão, a Taça de Portugal, a Taça da Liga e a Supertaça.

## História
Inicialmente organizado pela Federação Portuguesa de Futsal, o Campeonato Nacional de Futsal teve a sua época inaugural em 1990–91. Posteriormente a Federação Portuguesa de Futsal fundiu-se com a Federação Portuguesa de Futebol, que passou desde então a organizar todas as provas portuguesas de futsal.
Na época 1997–98 foram criadas a Taça de Portugal de Futsal e a Supertaça de Futsal.
A Taça da Liga de Futsal foi criada na época 2015–16.   

## Vencedores por época
| Época     | I Divisão         | Taça de Portugal       | Taça da Liga | Supertaça           |
| --------- | ----------------- | ---------------------- | ------------ | ------------------- |
| 1990–91   | Sporting          |                        |              |                     |
| 1991–92   | Santos Venda Nova |                        |              |                     |
| 1992–93   | Sporting          |                        |              |                     |
| 1993–94   | Sporting          |                        |              |                     |
| 1994–95   | Sporting          |                        |              |                     |
| 1995–96   | Correio da Manhã  |                        |              |                     |
| 1996–97   | Miramar           |                        |              |                     |
| 1997–98   | Correio da Manhã  | Miramar                |              | Correio da Manhã    |
| 1998–99   | Sporting          | Instituto D. João V    |              | Instituto D. João V |
| 1999–00   | Miramar           | Correio da Manhã       |              | Miramar             |
| 2000–01   | Sporting          | Fundação Jorge Antunes |              | Sporting            |
| 2001–02   | Freixieiro        | Fundação Jorge Antunes |              | Freixieiro          |
| 2002–03   | Benfica           | Benfica                |              | Benfica             |
| 2003–04   | Sporting          | Olivais                |              | Sporting            |
| 2004–05   | Benfica           | Benfica                |              | Boavista            |
| 2005–06   | Sporting          | Sporting               |              | Benfica             |
| 2006–07   | Benfica           | Benfica                |              | Benfica             |
| 2007–08   | Benfica           | Sporting               |              | Sporting            |
| 2008–09   | Benfica           | Benfica                |              | Benfica             |
| 2009–10   | Sporting          | Belenenses             |              | Sporting            |
| 2010–11   | Sporting          | Sporting               |              | Benfica             |
| 2011–12   | Benfica           | Benfica                |              | Benfica             |
| 2012–13   | Sporting          | Sporting               |              | Sporting            |
| 2013–14   | Sporting          | Fundão                 |              | Sporting            |
| 2014–15   | Benfica           | Benfica                |              | Benfica             |
| 2015–16   | Sporting          | Sporting               | Sporting     | Benfica             |
| 2016–17   | Sporting          | Benfica                | Sporting     | Sporting            |
| 2017–18   | Sporting          | Sporting               | Benfica      | Sporting            |
| 2018–19   | Benfica           | Sporting               | Benfica      | Sporting            |
| 2019–20   | ---               | Sporting*              | Benfica      | ---                 |
| 2020–21** | Sporting          | ---                    | Sporting     |                     |

Notas
- O destaque colorido indica a conquista de uma dobradinha (vencer o Campeonato e a Taça de Portugal na mesma época)
- A Supertaça inaugura a nova época mas é referente à época anterior.
- Na época 2019-20 não foi determinado o campeão nacional nem se jogou a Supertaça devido à pandemia da COVID-19.

*- Competição terminada na época de 2020-21.
**- Na época de 2020-21, o Sporting CP venceu o Campeonato Português de Futsal, a Taça de Portugal de Futsal, a Taça da Liga de Futsal e a Liga dos Campeões de Futsal da UEFA, tornando-se na primeira equipa portuguesa a alcançar tal feito.